# 上施塔特费尔德
上施塔特费尔德是德国莱茵兰-普法尔茨州的一个市镇。总面积10.21平方公里，总人口574人，其中男性280人，女性294人（2011年12月31日），人口密度56人/平方公里。